# Àfrica Oriental Alemanya
L'Àfrica Oriental Alemanya fou una colònia alemanya a l'est d'Àfrica que incloïa els territoris que avui corresponen a 
Burundi, Ruanda i Tanganyika (la part continental de Tanzània). Ocupava una àrea de 994.996 km².
Fou creada el 1885 per la Deutsche Ostafrikanische Gesellschaft (Companyia Alemanya de l'Àfrica Oriental) i ampliada el 1888 amb l'administració dels territoris continentals de Zanzíbar; l'administració va passar a l'estat alemany l'1 de gener de 1891 i es va constituir formalment la colònia de l'Àfrica Oriental Alemanya (Deutsch Ostafrika). Durant la I Guerra Mundial, a partir del 1916 fou ocupada pels aliats (Bèlgica va ocupar Ruanda i Urundi i zones properes, Portugal el triangle de Kionga, i la resta fou ocupat pels britànics el 1916 (excepte Mafia, ja ocupada el desembre de 1914) i va topar amb una forta resistència alemanya; els alemanys no es van rendir a Rhodèsia fins uns dies després d'acabada la guerra. El 30 de maig de 1919 un tractat entre Gran Bretanya i Bèlgica deixava a aquesta l'administració interina de Ruanda-Urundi. Kionga fou reconeguda a Portugal pel tractat de 10 de gener de 1920. El 20 de juliol de 1922 la soicietat de Nacions va confiar el mandat del territori, amb el nom de Tanganyika, a la Gran Bretanya, i de Ruanda-Urundi a Bèlgica.

## Exploració
El llac Tanganyika fou descobert per Burton i Speke el 13 de febrer de 1858 en la part septentrional. El 1867 hi va arribar Livingstone pel sud, i va explorar la part occidental. A la seva rodalia, a Ujiji, es van trobar Livingstone i Stanley el 10 de novembre de 1871. Cameron, enviat a buscar a Livingstone, també va explorar la part sud del llac ni va seguir el riu Lukunga.

## Fundació

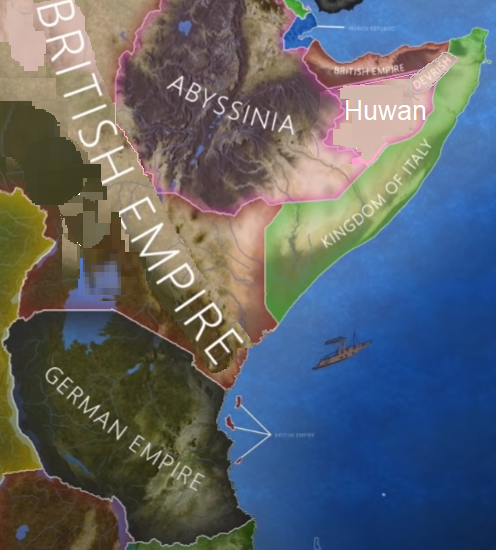

La història de la colònia començà quan Karl Peters, un aventurer que fundà la "Companyia per a la Colonització Alemanya", va signar uns tractats amb caps nadius del continent davant de Zanzíbar. El 3 de març de 1885, el govern alemany va anunciar que havia concedit un permís imperial (en secret, el 17 de febrer) a la companyia de Peters i pretenia establir un protectorat a l'Àfrica Oriental. Peters va reclutar diversos especialistes que van recórrer el país cap al sud fins al riu Rufiji i al nord fins a Witu, prop de Lamu a la costa.
Quan el soldà de Zanzíbar va protestar (perquè es considerava governant de la terra continental), el Canceller d'Alemanya, Otto von Bismarck, va enviar cinc vaixells de guerra (entre els quals es trobaven el Stosch, el Gneisenau i el Prinz Adalbert), que van arribar el 7 d'agost i van disparar contra el palau del Soldà. El resultat fou que els britànics i els alemanys van acordar dividir el territori continental en esferes d'influència, i sense el suport britànic el Soldà va haver de transigir. Els alemanys van establir el seu poder sobre Bagamoyo i Dar es Salaam. La revolta d'Abushiri, que va començar el 1888, va ser sufocada (amb ajuda britànica) l'any següent. El 1889 es van estendre cap a Buganda. El 1890, Londres i Berlín van fer un pacte pel qual Heligoland tornava a Alemanya i definiria els límits de l'Àfrica Oriental Alemanya (les fronteres exactes van quedar mal definides fins a 1910). El 1891 el sultà de Zanzíbar va rebre una compensació pels territoris ocupats per Alemanya i reunificà als seus drets. Entre 1891 i 1894, els Hehe — dirigits pel cap Mkwawa — es van resistir a l'expansió alemanya, però finalment van ser derrotats perquè altres tribus es van posar del costat dels nouvinguts. Després d'un període de guerrilles, Mkwawa va ser acorralat i es va suïcidar en 1898.
A la colònia, els alemanys hi van ser sempre pocs i van confiar en els caps nadius per a mantenir l'ordre, recollir els impostos i organitzar granges de cultius com el cotó, el cafè i el sèsam.
La rebel·lió Maji Maji es va produir el 1905 i fou sufocada pel comte Adolf von Götzen. Aviat van arribar els escàndols, amb històries de corrupció i brutalitat i, el 1907, von Bülow va nomenar Bernard Dernburg per reformar l'administració colonial, que es va convertir en un model d'eficiència i va obtenir una extraordinària lleialtat dels nadius durant la Primera Guerra Mundial.

## Primera Guerra Mundial

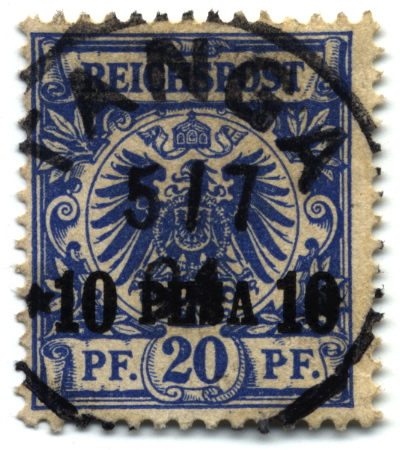
10 pesa sobreimprès en 20 pfennig de 1893, usat el 5 de juliol de 1894 a Tanganica

La història de l'Àfrica Oriental Alemanya durant la Primera Guerra Mundial és bàsicament la història del comandant militar d'aquesta, el General Paul von Lettow-Vorbeck. Un jove i vibrant oficial, que es va passar la guerra combatent les forces de l'Imperi Britànic. Amb un grup de 3.000 europeus i 11.000 nadius, dits Àscaris, enfront d'un Exèrcit Britànic amb uns 300.000 efectius, comandat per Jan Christian Smuts, que havia participat en les Guerres Bòer. Una de les seves victòries més importants va ser la de la batalla de Tanga, on va derrotar unes forces britàniques vuit vegades superiors. Finalment, va haver de rendir-se en Moçambic, setmanes després de conclosa la guerra.
El Tractat de Versalles acabà amb la colònia, concedint l'àrea occidental a Bèlgica com a Ruanda-Urundi, el petit Triangle de Kionga al sud del riu Rovuma a Portugal per a passar a ser part de Moçambic, i la resta al Regne Unit, qui la va anomenar Tanganica.

## Divisió administrativa
El 1902 estava dividit en sis districtes: Tanga, Panganop, Bagamoyo, Dar es Salaam, Kilwa i Mikindani; i deu estacions: Victoria Nyanza, Kilimanjaro, Tabora, Nilimatinde, Mpuapua, Kilossa, Tanganyika, Lanzenburg, Ullanga i Lindi.

## Governadors
Excepte el primer, Comissionats imperials o Reichskommissar
- Karl Peters (administrador) 1885-1888
- Hermann von Wissmann 1888-1891
- Julius Freiherr von Soden 1891-1893
- Rüdiger (interí) 1891
- Friedrich Radbod Freiher von Schele 1893-1895
- Herrmann von Wissmann 1895-1896
- Eduard von Liebert 1896-1901
- Gustav Adolf Graf von Götzen 1901-1906
- Georg Albrecht Freiherr von Rechenberg 1906-1912
- Albert Heinrich Schnee 1912-1918 (des de 1916 el territori ocupat en la major part pels britànics, belgues i portuguesos)